# 게리 리지웨이
게리 리언 리지웨이(영어: Gary Leon Ridgway, 1949년 2월 18일 ~ )는 미국의 연쇄살인범이다. 1982년부터 1988년까지 48명이 넘는 매춘부들을 살해한 미국 대표적인 사이코패스 연쇄살인마로 알려졌다. 플리 바겐 협상 후, 확인된 희생자가 한 명 더 늘어 최종적으로 49명이 되었다. 공식적인 희생자는 100명 이상으로 추정되고 있다. 그는 희생자들의 시신을 대부분 그린 강에 유기해서 "그린 강의 살인자"(Green River Killer)라는 별명을 얻기도 했다.
검찰은 사형 판결을 피하는 조건으로 모든 사실을 완전하게 자백하고 당국의 희생자들의 유해를 찾는 작업을 돕겠다는 조건으로 리지웨이에게 종신형을 선고했다.